# Bieg na milę
Bieg na milę – lekkoatletyczna konkurencja biegowa, zaliczana do biegów średnich. 1 mili odpowiada 1 609,34 metrów.

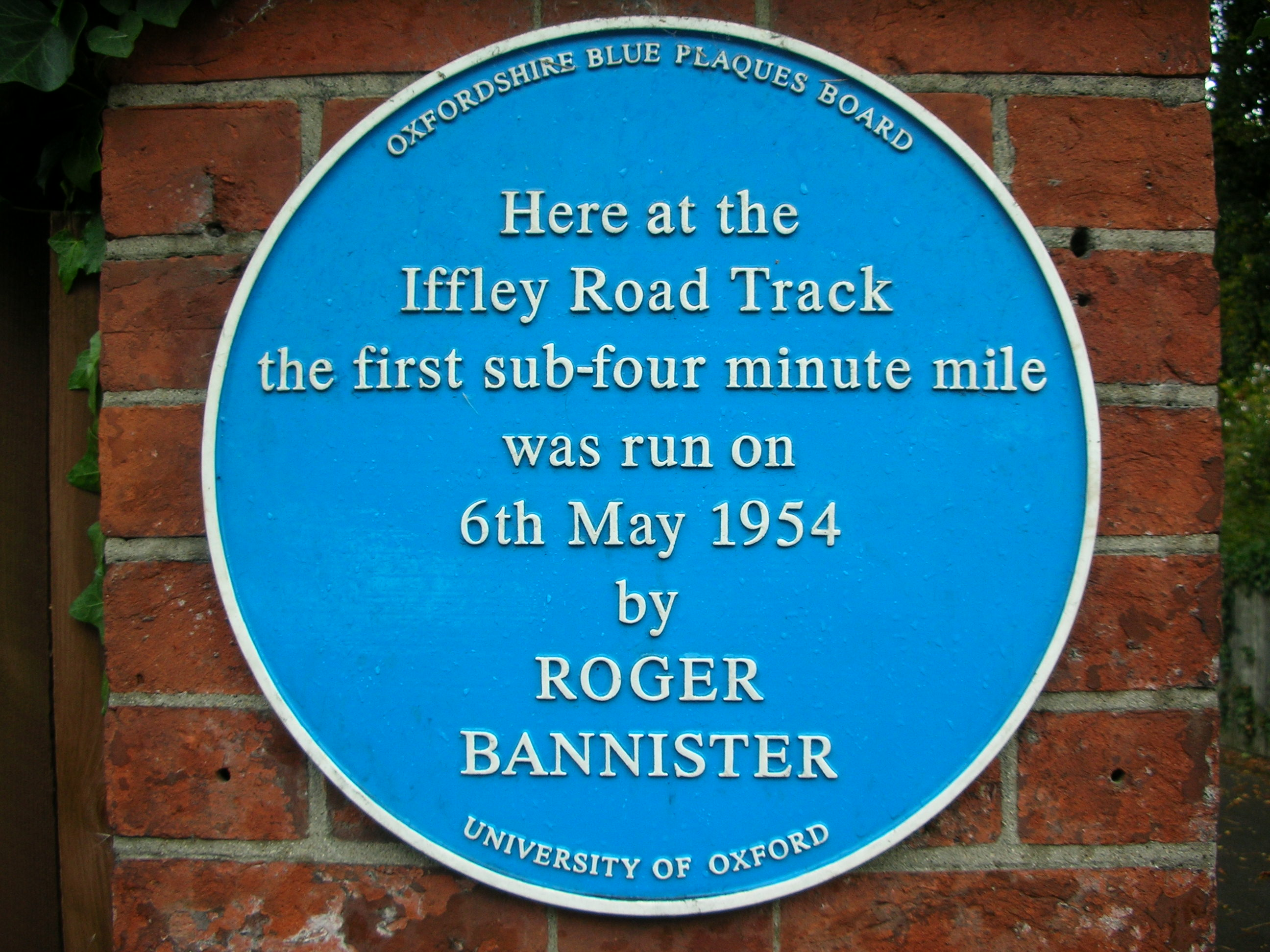
Tabliczka upamiętniająca pokonanie przez Rogera Bannistera granicy 4 minut w biegu na jedną milę, 6 maja 1954 na trasie Iffley Road Track przy Oxford University

Dystans ten (ponad 4 okrążenia stadionu) jest popularny w krajach anglosaskich. Obecnie rozgrywa się go tylko na niektórych mityngach lekkoatletycznych, nie ma go na żadnych imprezach mistrzowskich. Najlepszym biegaczem na tym dystansie był Hicham El Guerrouj – rekordzista świata – który siedmiokrotnie występuje na liście 10 najlepszych rezultatów w historii biegu na jedną milę.
W krajach anglosaskich pokonanie przez Rogera Bannistera (6 maja 1954) granicy czterech minut na tym dystansie (uzyskał on wówczas 3:59,4) jest traktowane jako kamień milowy w historii lekkoatletyki; brytyjska mennica wypuściła w 2004 roku specjalną monetę 50-pensową z okazji 50 rocznicy tego wydarzenia. W ciągu tego półwiecza niektórzy lekkoatleci pokonali tę barierę wielokrotnie, m.in. Amerykanin Steve Scott przebiegł ten dystans poniżej 4 minut już 136-krotnie (najlepszy spośród jego wyników to 3:47,69 osiągnięty w lipcu 1982 w Oslo). Pierwszym czterdziestolatkiem, któremu udało się przebiec milę poniżej tej granicy jest Irlandczyk Eamonn Coghlan.

## Najszybsi zawodnicy w historii

### mężczyźni
Poniższa tabela przedstawia listę 10 najlepszych biegaczy na milę w historii tej konkurencji (stan na 5 lipca 2025 r.)
- zobacz więcej na stronach World Athletics

### kobiety
Poniższa tabela przedstawia listę 10 najlepszych biegaczek na milę w historii tej konkurencji (stan na 19 lipca 2025 r.)
- zobacz więcej na stronach World Athletics

## Najszybsi zawodnicy w hali

### mężczyźni
Poniższa lista przedstawia 10 najszybszych zawodników na milę w hali (stan na 13 lutego 2025 r.)
- zobacz więcej na stronach World Athletics

### kobiety
Poniższa lista przedstawia 10 najszybszych zawodniczek na milę w hali (stan na 8 lutego 2025 r.)
- zobacz więcej na stronach World Athletics

## Chronologia rekordu świata w biegu na milę

### Mężczyźni[1]
| Wynik   | Zawodnik           | Reprezentacja     | Data                     | Miejsce      |
| ------- | ------------------ | ----------------- | ------------------------ | ------------ |
| 4:14,4h | John Paul Jones    | Stany Zjednoczone | 31 maja 1913(dts)        | Cambridge    |
| 4:12,6h | Norman Taber       | Stany Zjednoczone | 16 lipca 1915(dts)       | Cambridge    |
| 4:10,4h | Paavo Nurmi        | Finlandia         | 23 sierpnia 1923(dts)    | Sztokholm    |
| 4:09,2h | Jules Ladoumègue   | Francja           | 4 października 1931(dts) | Paryż        |
| 4:07,6h | Jack Lovelock      | Nowa Zelandia     | 15 lipca 1933(dts)       | Princeton    |
| 4:06,8h | Glenn Cunningham   | Stany Zjednoczone | 16 czerwca 1934(dts)     | Princeton    |
| 4:06,4h | Sydney Wooderson   | Wielka Brytania   | 28 sierpnia 1937(dts)    | Motspur Park |
| 4:06,2h | Gunder Hägg        | Szwecja           | 1 lipca 1942(dts)        | Göteborg     |
| 4:06,2h | Arne Andersson     | Szwecja           | 10 lipca 1942(dts)       | Sztokholm    |
| 4:04,6h | Gunder Hägg        | Szwecja           | 4 września 1942(dts)     | Sztokholm    |
| 4:02,6h | Arne Andersson     | Szwecja           | 1 lipca 1943(dts)        | Göteborg     |
| 4:01,6h | Arne Andersson     | Szwecja           | 18 lipca 1944(dts)       | Malmö        |
| 4:01,4h | Gunder Hägg        | Szwecja           | 17 lipca 1945(dts)       | Malmö        |
| 3:59,4h | Roger Bannister    | Wielka Brytania   | 6 maja 1954(dts)         | Oksford      |
| 3:58,0h | John Landy         | Australia         | 21 czerwca 1954(dts)     | Turku        |
| 3:57,2h | Derek Ibbotson     | Wielka Brytania   | 19 lipca 1957(dts)       | Londyn       |
| 3:54,5h | Herb Elliott       | Australia         | 6 sierpnia 1958(dts)     | Dublin       |
| 3:54,4h | Peter Snell        | Nowa Zelandia     | 27 stycznia 1962(dts)    | Wanganui     |
| 3:54,1h | Peter Snell        | Nowa Zelandia     | 17 listopada 1964(dts)   | Auckland     |
| 3:53,6h | Michel Jazy        | Francja           | 9 czerwca 1965(dts)      | Rennes       |
| 3:51,3h | Jim Ryun           | Stany Zjednoczone | 17 lipca 1966(dts)       | Berkeley     |
| 3:51,1h | Jim Ryun           | Stany Zjednoczone | 23 czerwca 1967(dts)     | Bakersfield  |
| 3:51,0h | Filbert Bayi       | Tanzania          | 17 maja 1975(dts)        | Kingston     |
| 3:49,4h | John Walker        | Nowa Zelandia     | 12 sierpnia 1975(dts)    | Göteborg     |
| 3:49,0h | Sebastian Coe      | Wielka Brytania   | 17 lipca 1979(dts)       | Oslo         |
| 3:48,8h | Steve Ovett        | Wielka Brytania   | 1 lipca 1980(dts)        | Oslo         |
| 3:48,53 | Sebastian Coe      | Wielka Brytania   | 19 sierpnia 1981(dts)    | Zurych       |
| 3:48,40 | Steve Ovett        | Wielka Brytania   | 26 sierpnia 1981(dts)    | Koblencja    |
| 3:47,33 | Sebastian Coe      | Wielka Brytania   | 28 sierpnia 1981(dts)    | Bruksela     |
| 3:46,32 | Steve Cram         | Wielka Brytania   | 27 lipca 1985(dts)       | Oslo         |
| 3:44,39 | Noureddine Morceli | Algieria          | 5 września 1993(dts)     | Rieti        |
| 3:43,13 | Hicham El Guerrouj | Maroko            | 7 lipca 1999(dts)        | Rzym         |

### Kobiety[2]
| Wynik   | Zawodniczka           | Reprezentacja     | Data                  | Miejsce   |
| ------- | --------------------- | ----------------- | --------------------- | --------- |
| 4:37,0h | Anne Smith            | Wielka Brytania   | 3 czerwca 1967(dts)   | Londyn    |
| 4:36,8h | Mia Gommers           | Holandia          | 14 czerwca 1969(dts)  | Leicester |
| 4:35,3h | Ellen Tittel          | RFN               | 20 sierpnia 1971(dts) | Sittard   |
| 4:29,5h | Paola Cacchi          | Włochy            | 8 sierpnia 1973(dts)  | Viareggio |
| 4:23,8h | Natalia Mărășescu     | Rumunia           | 21 maja 1977(dts)     | Bukareszt |
| 4:22,09 | Natalia Mărășescu     | Rumunia           | 27 stycznia 1979(dts) | Auckland  |
| 4:21,68 | Mary Decker           | Stany Zjednoczone | 26 stycznia 1980(dts) | Auckland  |
| 4:20,89 | Ludmiła Wiesiełkowa   | ZSRR              | 12 września 1981(dts) | Bolonia   |
| 4:18,08 | Mary Tabb             | Stany Zjednoczone | 9 lipca 1982(dts)     | Paryż     |
| 4:17,44 | Maricica Puică        | Rumunia           | 16 września 1982(dts) | Rieti     |
| 4:16,71 | Mary Slaney           | Stany Zjednoczone | 21 sierpnia 1985(dts) | Zurych    |
| 4:15,61 | Paula Ivan            | Rumunia           | 10 lipca 1989(dts)    | Nicea     |
| 4:12,56 | Swietłana Mastierkowa | Rosja             | 14 sierpnia 1996(dts) | Zurych    |
| 4:12,33 | Sifan Hassan          | Holandia          | 12 lipca 2019(dts)    | Monako    |
| 4:07,64 | Faith Kipyegon        | Kenia             | 21 lipca 2023(dts)    | Monako    |